# امیل زولا
امیل ادوار شارل آنتوان زولا (فرانسوی: Émile Édouard Charles Antoine Zola‎) (۲ آوریل ۱۸۴۰ – ۲۹ سپتامبر ۱۹۰۲) رمان‌نویس، نمایش‌نامه‌نویس و روزنامه‌نگار فرانسوی، نمایندهٔ مکتب ادبی ناتورالیسم و عامل گسترش تئاتر ناتورالیستی بود. او یکی از معروف‌ترین نویسندگان فرانسوی است که کتاب‌هایش در سطح وسیع در جهان ترجمه و چاپ شده و مورد تحلیل و تفسیر قرار گرفته است. از کتاب‌های او در سینما و تلویزیون اقتباس شده (بیش از صد و پنجاه فیلم و فیلم تلویزیونی) است.
زندگی و آثار زولا موضوع پژوهش‌های تاریخی بسیار بوده است. در زمینهٔ ادبیات او را عمدتاً با مجموعهٔ بیست‌جلدی روگن ماکار می‌شناسند که جامعهٔ فرانسه را در دوران امپراتوری دوم فرانسه به تصویر می‌کشد. این مجموعه دربارهٔ سرگذشت خانوادهٔ روگن ماکار طی نسل‌های مختلف است و شخصیت‌های هر دوره و نسل خاص موضوع هر رمان هستند.
سال‌های آخر زندگی زولا بابت انتشار مقاله‌اش با عنوان من متهم می‌کنم در روزنامهٔ سپیده‌دم که پایش را به ماجرای دریفوس باز کرد شاخص است. این مقاله موجب محکومیت او و تبعید یک‌ساله‌اش به لندن شد. زولا که از چهره‌های برجسته در آزادی سیاسی فرانسه بود در تبرئهٔ آلفرد دریفوس، افسر ارتش فرانسه، از اتهام خیانت نقش اساسی داشت. زولا برای اولین و دومین جایزه نوبل ادبیات در سال ۱۹۰۱ و ۱۹۰۲ نامزد شد اما این جایزه به او تعلق نگرفت.

## زندگی

### کودکی و نوجوانی در پروانس

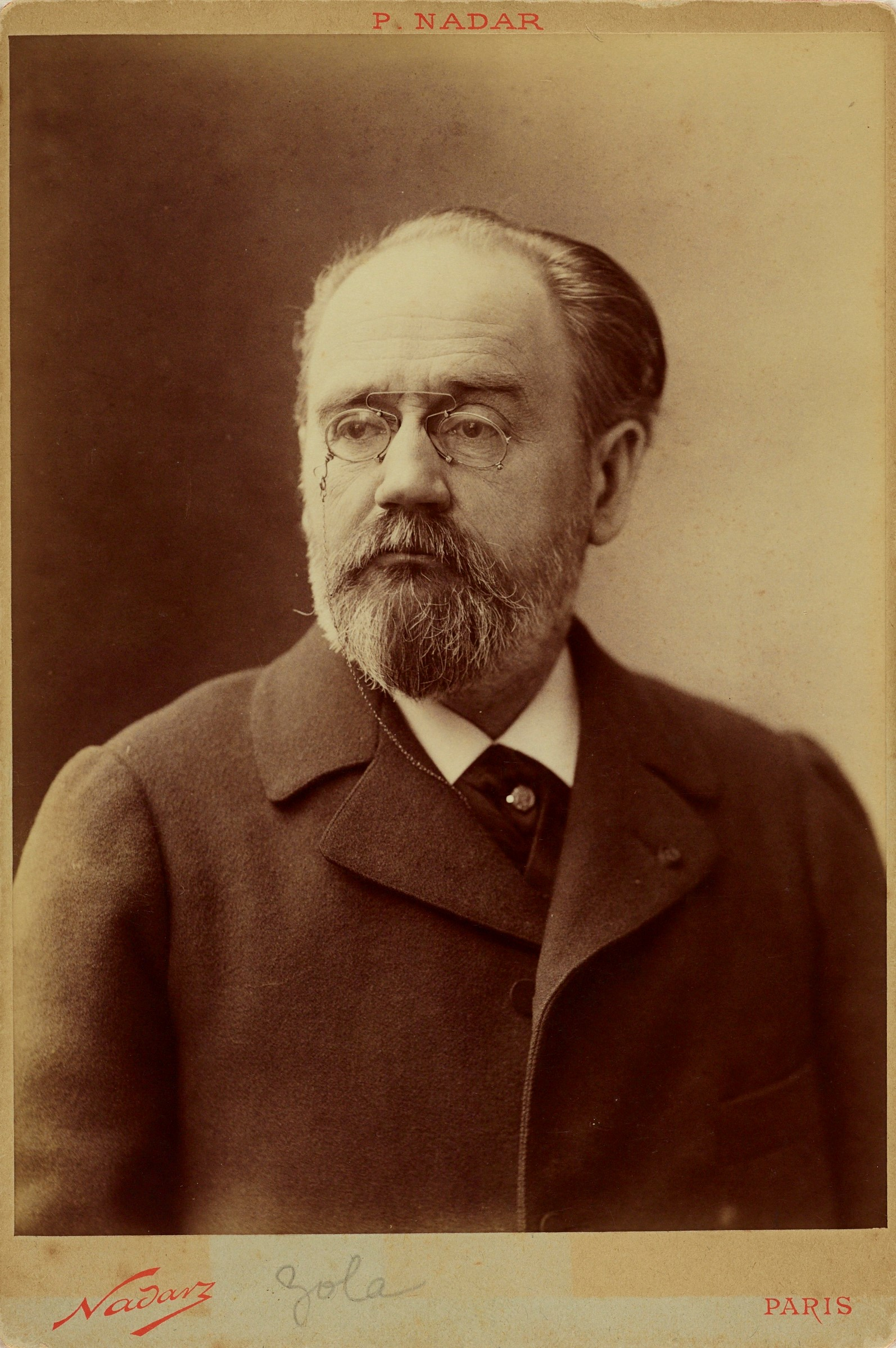
امیل زولا ۱۸۹۸

امیل ادوارد شارل آنتوان زولا در دوم آوریل سال ۱۸۴۰ در شماره دهم خیابان سن ژوزف پاریس از پدری ایتالیایی و مادری فرانسوی به دنیا آمد. او تنها پسر خانواده بود. پدرش فرانسوا (فرانچسکو) زولا اهل ونیز و مادرش امیلی اوبر اهل دوردان بود. پدر امیل مهندس عمران و افسر پایین مرتبه سابق ایتالیایی در مناقصه ساخت سیستم انتقال آب آشامیدنی از کوهستان سنت ویکتوآر به اکس-آن-پرووانس شرکت کرد و در ۱۹ آوریل ۱۸۴۳ در این مناقصه برنده شد و با خانواده‌اش به اکس-آن-پرووانس نقل مکان کرد. قرارداد این کار در سال ۱۸۴۴ امضا شد و او به همراه شرکای تجاری‌اش شرکت کانال زولا را تأسیس کرد. طرح عمرانی در سال ۱۸۴۷ آغاز شد. فرانسوا پس از آن که پروژه ساخت سد زولا در اکس-ان-پرووانس را در دست گرفت در ۲۷ مارس ۱۸۴۷ بر اثر ذات‌الریه جانش را از دست داد و امیل و مادرش را با حقوق ناچیز بازنشستگی تنها گذاشت.
طلبکارها بابت طلب‌شان از شرکت زولا شکایت کردند. خانم اوبر برای پیگیری دعوی علیه ژول میژون و طلبکارانی که از شرکت کانال زولا شکایت کرده بودند در سال ۱۸۵۱ با پسرش به پاریش بازگشت. طلبکارها در سال ۱۸۵۲ از طریق دادگاه تجاری اکس-آن-پرووانس شرکت را ورشکسته اعلام کردند. در ۱۰ می ۱۸۵۳ شرکت کانال زولا به حراج گذاشته شد. طلبکارها آن را خریدند و نامش به میژون و شرکا تغییر کرد.
مادرش امیلی اوبر که کاملاً درمانده شده بود به همراه مادربزرگش هنریت اوبر مراقبت از فرزند یتیمش را بر عهده گرفت. او که تا زمان مرگش در سال ۱۸۸۰ همچنان رابطه صمیمانه‌ای با پسرش داشت عمیقاً تحت تأثیر آثار و زندگی روزمره او بود.
در کالج اکس-آن-پرووانس او با ژان باپتیستن بای و بیش از او با پل سزان دوست شد که رفاقتش با دومی ۱۸۸۶ همچنان نزدیک بود. پل سزان او را به هنرهای گرافیکی و به‌ویژه نقاشی وارد کرد.
زولا از همان آغاز جوانی شیفتهٔ ادبیات بود. او مطالعاتش را افزایش داد و خیلی زود نوشتن را به‌عنوان شغل برگزید. او از سنین کودکی نویسندگی را شغل واقعی خود می‌دانست. در شش سالگی رمانی دربارهٔ جنگ‌های صلیبی نوشت. پل سزان و ژان باپتیستن بای، دوستان دوران کودکی‌اش، نخستین خوانندگانش بودند. او چندین بار در نامه‌نگاری‌های خود به آنان گفته بود که روزی نویسندهٔ بزرگی خواهد شد.

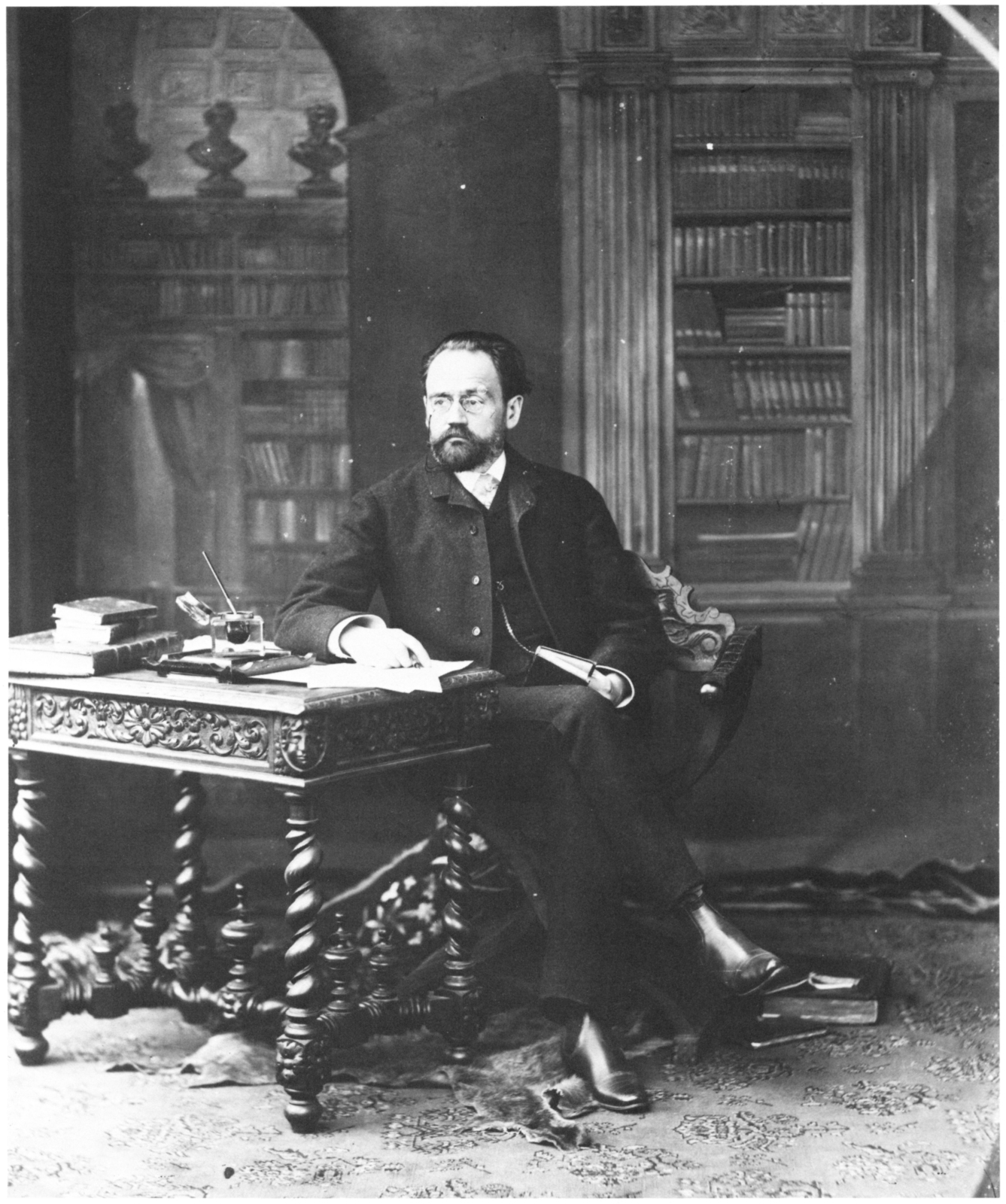
امیل زولا

قبل از دستیابی به موفقیت به عنوان نویسنده، زولا به عنوان کارمند در شرکت حمل و نقل کار می‌کرد و سپس در بخش فروش برای یک ناشر (Hachette). وی همچنین برای روزنامه‌های سیاسی مطلب می‌نوشت. به عنوان یک خبرنگار سیاسی زولا نفرتش را از ناپلئون سوم، که از موقعیتش سوء استفاده می‌کرد مخفی نکرد.

### اولین رمان
امیل زولا در سال ۱۸۶۷ و هنگامی که در کار روزنامه‌نگاری بود، نخستین رمانش را منتشر کرد. زولا با انتشار این رمان که ترز راکن نام داشت توانست خود را به عنوان نویسنده‌ای توانمند معرفی کند. رمان حکایت زنی به نام ترز را روایت می‌کند که با همدستی مردی که عاشق اوست، شوهرش را می‌کشد و سپس هر دو خود را در برابر دیدگان مادر شوهر ترز به آتش می‌کشند.

### ازدواج

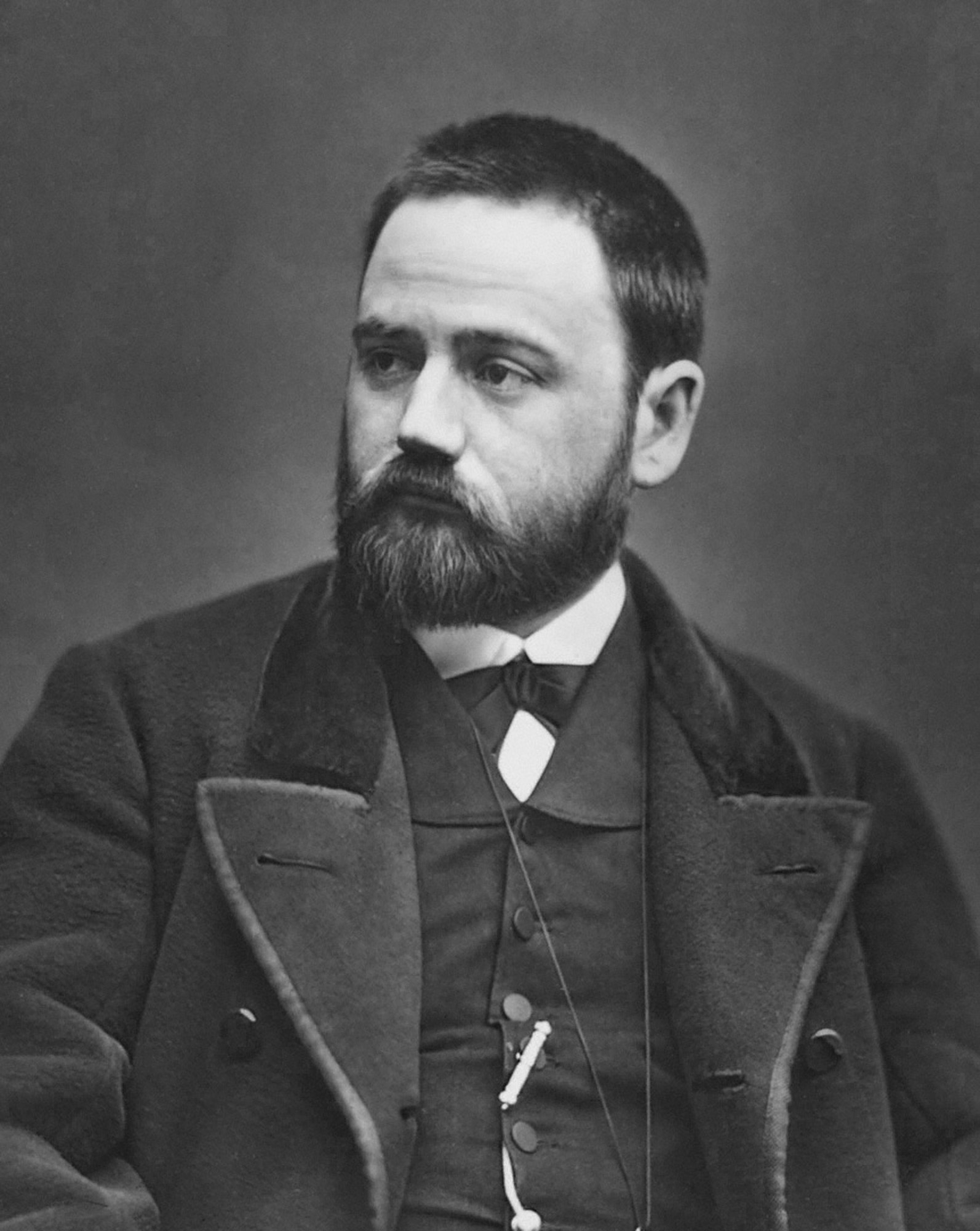
امیل زولا ۱۸۶۵

زولا در مه ۱۸۷۰ با زنی به نام گابریلا ازدواج کرد. پل سزان و پل الکسی از شاهدان ازدواج آن دو بودند. گابریلا تا پایان عمر امیل با وی ماند، این زوج هیچ‌گاه دارای فرزندی نشدند. در سال ۱۸۸۸ زولا از رابطه با ژن روزرو، دختری که در خانه آن‌ها کار می‌کرد، صاحب دو فرزند شد.

### مرگ
امیل زولا در تاریخ ۲۹ سپتامبر ۱۹۰۲ بر اثر مسمومیت با منوکسید کربن و خفگی ناشی از آن در پاریس درگذشت.

## مجموعهٔ روگن ماکار

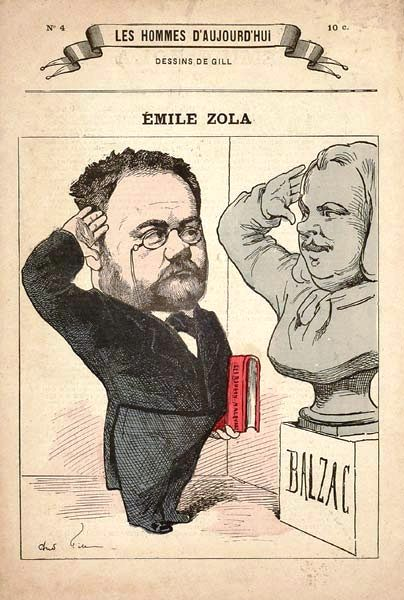
کاریکاتور امیل زولا و بالزاک در زمانی که شهرت داشت زولا مجموعهٔ روگن ماکار را به تقلید از مجموعهٔ کمدی انسانی بالزاک گردآوری نمود.

زولا را بیش از هر چیز با مکتب ناتورالیسم و مجموعه کتاب‌های بیست جلدی روگن ماکار می‌شناسند، نخستین کتاب از این مجموعه کتاب ثروت روگن‌هایا به تعبیر دیگر دارایی خانوادهٔ روگن می‌باشد، زولا در سال ۱۸۶۸ طرح کلی این رمان و مجموعه را آماده کرد و در بیست جلد کتاب. سیر تحولات مربوط به این خانواده را به رشتهٔ تحریر درآورد، این مجموعه از کتاب‌ها در اصل شرح ماجراها و سرگذشت اجتماعی خانواده‌ای است که در دوران امپراتوری دوم فرانسه زندگی می‌کردند، نویسنده در این مجموعه و نیز سایر آثار دیگر به وضعیت زندگی کارگران و تسلط سرمایه و بورس بازی در نظام سرمایه‌داری پرداخته است.
زولا در اوایل زندگی با آثار بالزاک نویسندهٔ شهیر فرانسوی و چرخهٔ کتاب‌های معروف او مشهور به کمدی انسانی کاملاً آگاه شده بود و این شناخت از بالزاک و آثارش تأثیر عمیقی بر زولا گذاشت و باعث شد که تصمیم بگیرد مجموعهٔ شخصی خودش را به عنوان یک چرخهٔ جداگانه تألیف نماید، از آنجایی که این کار زولا را نشات گرفته از اقدام بالزاک می‌دانستند در سال ۱۸۶۹ و طی مقاله‌ای توضیح داد که تفاوت کار او با بالزاک در چه چیزی است.
به عنوان یک نویسندهٔ طبیعت‌گرا زولا به شدت به علم و به ویژه علم وراثت و تکامل علاقه‌مند بود، او بیشتر نوشته‌های پروسپر لوکاس، کلود برنارد و چارلز داروین را می‌خواند و در قسمت‌هایی نیز حتی به آن‌ها اشاره می‌کرد، به عنوان مرجع برای این کار خودش معتقد بود که مردم به شدت تحت وراثت و محیط زیست اطرافیان خود قرار دارند، زولا برای اثبات این فرضیه دو فاکتور مهم را نشان می‌دهد که می‌تواند اعضای یک خانواده را تحت تأثیر مستقیم قرار دهد، در سال ۱۸۷۱ در مقدمهٔ کتاب ثروت روگن‌ها یا دارایی خانوادهٔ روگن به خوبی این موضوع را توضیح داد. اندیشه زولا در توارث از پروسپر لوکاس. دوست امیل شکل می‌گیرد که در جوانی توجهش را به داروین و فرضیه وی جلب می‌کند.

## آثار ترجمه‌شده به زبان فارسی
در سال ۱۳۲۵ خورشیدی برای اولین بار یکی از آثار زولا را در ایران، محمود پورشالچی به فارسی برگرداند. این رمان که به نام انسان وحشی ترجمه شد توسط کتابفروشی ابن‌سینا منتشر شد. این کتاب بعدها با عناوین دیگری چون دیو درون (رمان) توسط علی‌اکبر معصوم‌بیگی نیز به فارسی ترجمه شده است.
یکی از پرطرفدارترین آثار زولا ژرمینال می‌باشد که به دست مترجمان متفاوت به فارسی برگردانده و به دفعات چاپ و منتشر شده است. از معروف‌ترین این ترجمه‌ها می‌توان به ترجمه سروش حبیبی از این رمان اشاره کرد که در سال ۱۳۵۶ خورشیدی منتشر شد.

## نگارخانه

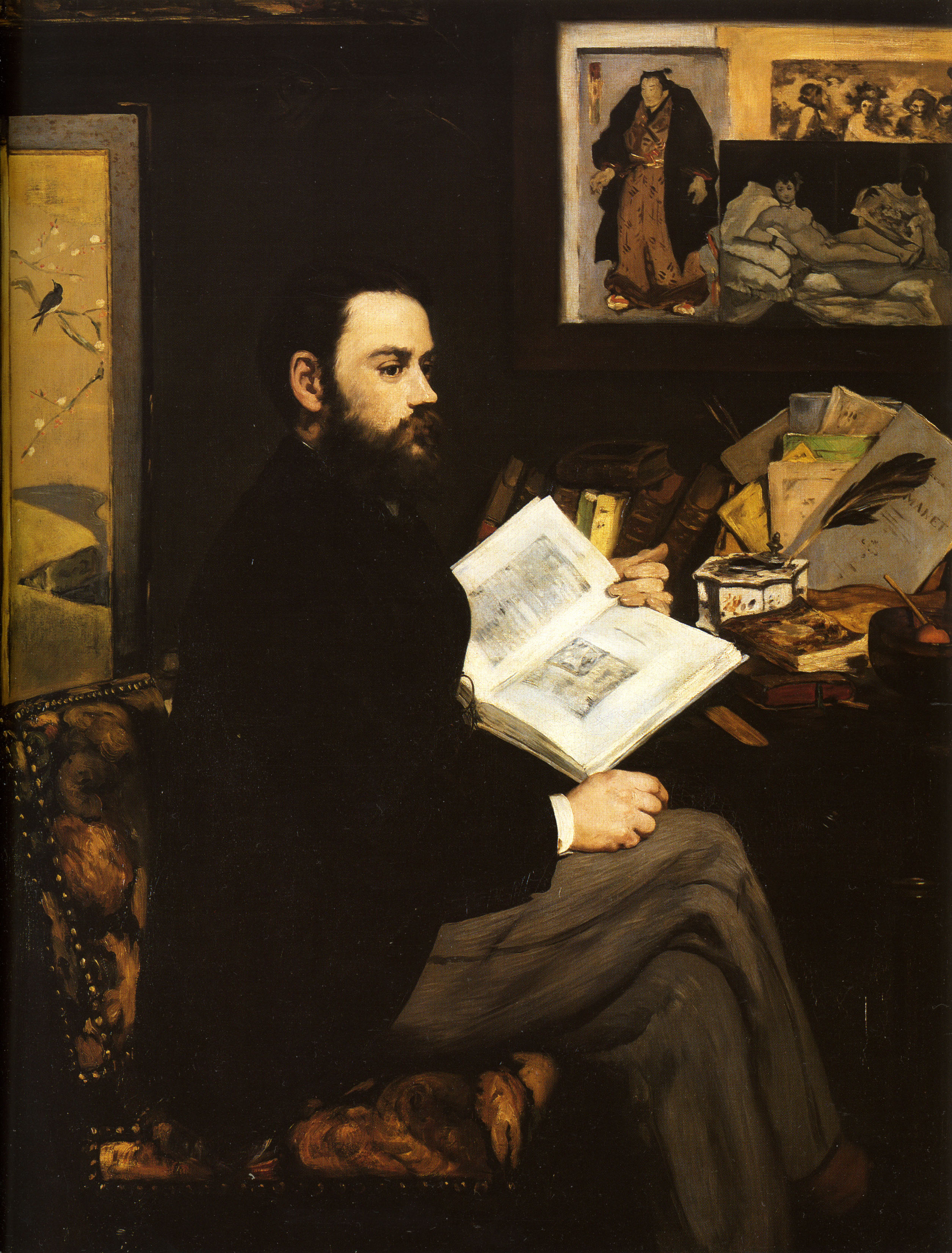
پرتره امیل زولا، به قلم‌موی ادوارد مانه
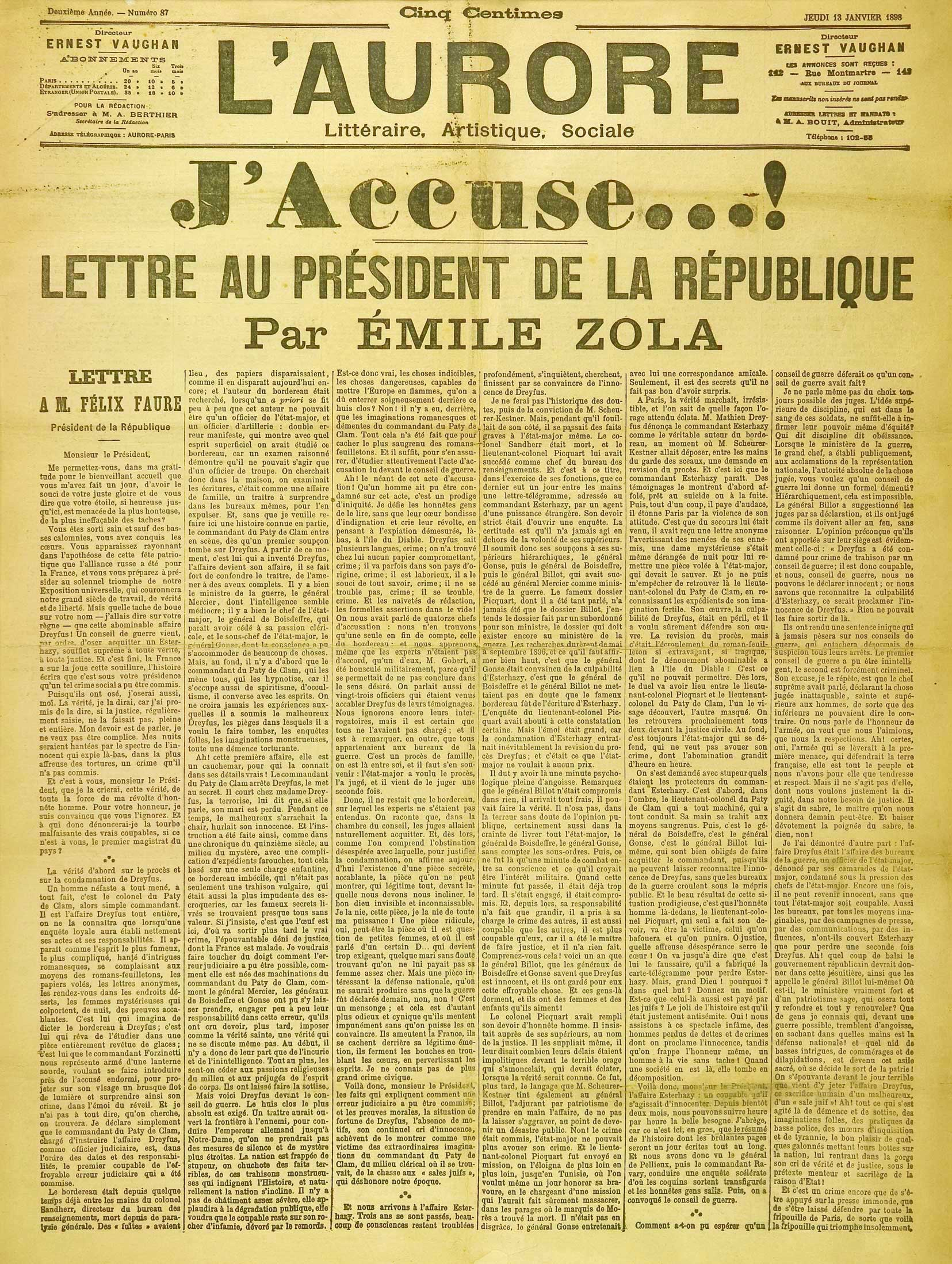
«من متهم می‌کنم ...!» یک نامه سرگشاده تأثیرگذار است که در سال ۱۸۹۸ در جریان ماجرای دریفوس، از سوی امیل زولا نوشته شد.